# Ремзи (Минесота)
Ремзи (енгл. Ramsey) град је у америчкој савезној држави Минесота.

## Демографија
По попису из 2010. године број становника је 23.668, што је 5.158 (27,9%) становника више него 2000. године.
| Група             | 2000.          | 2010.          |
| Белци             | 17.769 (96,0%) | 21.415 (90,5%) |
| Афроамериканци    | 58 (0,3%)      | 662 (2,8%)     |
| Азијати           | 185 (1,0%)     | 573 (2,4%)     |
| Хиспаноамериканци | 221 (1,2%)     | 566 (2,4%)     |
| Укупно            | 18.510         | 23.668         |